# Cañón de Ouimet
El cañón de Ouimet es una garganta localizada en la municipalidad de Dorion, Ontario a 60 km al nordeste de Thunder Bay. Tiene una profundidad de 100 metros y un ancho de 150 metros por 2.000 metros de largo. Se encuentra protegido como parte del Parque Provincial de Ouimet.
En la zona se encuentra una pasarela formada por entablados y senderos que conducen a las plataformas panorámicas del cañón. Por razones de seguridad, los visitantes deben situarse en los caminos indicados. En cuanto a la fauna, es posible encontrar flora alpina y ártica a pesar de la situación geográfica.
El cañón recibe el nombre de la antigua estación ferroviaria de Ouimet, en el presente: territorio no incorporado y la cual pertenece a la línea del Canadian Pacific Railway.

## Geología
Se cree que el cañón pudo haberse formado a partir de una lámina de diabasa datada de hace un billón de años y por el peso de los glaciares, o bien por el retroceso de estos. Con frecuencia, el viento y el frío erosionan la garganta.